# Melissa Mills
Pour les articles homonymes, voir Mills.
Melissa Ann Mills, née le 26 décembre 1973 à Sydney, est une joueuse de water-polo australienne.
Joueuse de l'équipe d'Australie de water-polo féminin, elle est sacrée championne olympique aux Jeux d'été de 2000 à Sydney,.